# روي لامبرت
روي لامبرت (بالإنجليزية: Roy Lambert)‏ (16 يوليو 1933 في المملكة المتحدة - ) هو لاعب كرة قدم بريطاني في مركز الوسط. لعب مع نادي بارنسلي ونادي روذرهام يونايتد.